# Акциона видео-игра
Акциона игра је жанр видео игре који наглашава физичке изазове, укључујући координацију руку и очију и брзину реакције. Жанр обухвата велики број различитих под-жанрова, као што су борбене игре, "ударај их" игре, пуцачина и платформске игре . Акцион игра се такође сматра вишекорисничком онјајн борбеном ареном и неким стратешким играма у стварном времену.
У акционој игри играч обично контролише лика често у облику протагониста или аватара . Овај лик играча мора да се креће по нивоу, сакупљајући предмете, избегавајући препреке и борећи се са непријатељима својим природним вештинама, као и оружјем и другим алатима којима стоји на располагању. На крају нивоа или групе нивоа, играч мора често да победи главног непријатеља који је изазовнији и често главни антагонист у причи игре. Непријатељски напади и препреке исцрпљују здравље и животе лика играча, а играч добија "Game over" када им понестане живота.
Алтернативно, играч долази до краја игре завршавањем низа нивоа да би постигао коначни циљ. Али неке акционе игре, попут раних аркадних игара, су ненадмашне и имају неограничен број нивоа; с тим што је једини циљ играча да стигну што даље како би имао највећи резултат.

## Главни елементи
Акцијски жанр укључује било коју игру у којој играч савладава изазове физичким средствима као што су прецизан циљ и брзо време одзива.  Акцијске игре могу понекад садржати и друге изазове попут трка, слагалица или сакупљања предмета, али нису најважније за жанр. Играчи се такође могу сусрести са тактичким изазовима и истраживачким изазовима, али ове игре пре свега захтевају велику брзину реакције и добру координацију руку и очију. Играч је често под временским притиском, а нема довољно времена за сложено стратешко планирање. Генерално, брже акционе игре су изазовније. Акцијске игре понекад укључују решавање загонетки, али обично су прилично једноставне јер је играч под огромним временским притиском. 

## Дизајн игре

### Нивои
Играчи напредују кроз акциону игру завршавајући низ нивоа. Нивои су често груписани по темама, са сличном графиком и непријатељима. Сваки ниво укључује разне изазове, било да се игра у плесној игри или пуца у ствари у пуцачини, које играч мора савладати да би победио у игри. Старије игре присиљавају играче да поново покрену ниво након што умру, иако су акционе игре еволуирале тако да нуде сачуване игре и контролне тачке које омогућавају играчу да поново покрене ниво. Међутим, све чешће неке игре омогућавају „ускрснуће“ или „клонирање“ и прилику да поврате изгубљене предмете након смрти за одређену суму играчке валуте, обично се експоненцијално повећавају што више пута играч умре. Препреке и непријатељи на нивоу се обично не разликују између сесија играња, што омогућава играчима да уче методом покушаја и грешака. Међутим, нивои понекад додају елемент случајности, попут непријатеља који се насумично појави или који крене непредвидивим путем. 
Нивои у акционој игри могу бити линеарни или нелинеарни и понекад укључују пречице. За нивое који захтевају истраживање, играч ће можда морати да тражи излаз за ниво који скривају или чувају непријатељи. Такви нивои такође могу садржати тајне - скривене или тешко доступне предмете или места која садрже нешто вредно. Награда може бити бонус или нестандардни излаз који играчу омогућава приступ скривеном нивоу или скок напред неколико нивоа. Акцијске игре понекад нуде телепортер који ће довести до тога да се играчев аватар поново појави негде на истом нивоу. Нивои често користе закључана врата која се могу отворити само помоћу одређеног кључа који се налази негде другде на нивоу. 
Акцијске игре се понекад користе временским ограничењима да повећају изазов. Међутим, нивои игре обично не реагују на пролазак времена, а циклуси дан / ноћ су ретки.  Када тајмер истекне, играч обично изгуби живот, иако неке игре стварају тешког непријатеља или изазов. Ако је ниво завршен са преосталим временом, ово обично додаје на резултат играча. 

### Способности лика
У већини акционих игара играч контролише једног аватара као главног јунака .  Аватар има способност навигације и маневрисања, а често прикупља или манипулише објектима. Имају читав низ одбрана и напада, попут пуцања или ударања. Многе акцијске игре користе снажни напад који уништава све непријатеље у ограниченом домету, али овај напад је редак. 
Играчи могу пронаћи "павер ап" унутар света игре које омогућава привремена или трајна побољшања њихових способности. На пример, аватар може да повећа брзину, има снажније нападе или добије привремени штит од напада. Неке акцијске игре чак омогућавају играчима да троше бодове за надоградњу на појачања по свом избору. 

### Препреке и непријатељи
У акционим играма које укључују навигацију простором, играчи ће наићи на препреке, замке и непријатеље. Непријатељи обично следе фиксне обрасце и нападају играча, мада новије акционе игре могу користити сложенију вештачку интелигенцију за прогон играча. Непријатељи се понекад појављују у групама или таласима, док се непријатељи повећавају у снази и броју до краја нивоа. Непријатељи се такође могу појавити одједном, ни из чега. То може укључивати невидљиву тачку стварања или видљиви генератор који играч може уништити. Ове тачке могу генерирати непријатеље на неодређено време или само до одређеног броја.  На крају нивоа или групе тематских нивоа, играчи често наиђу на главног непријатеља . Овај главни непријатељ ће често наликовати већој или тежој верзији редовног непријатеља. Шеф може захтијевати посебно оружје или метод напада, као што је ударање када шеф отвори уста или напад на одређени дио шефа. 

### Здравље и животи
У многим акционим играма аватар има одређени број живота или здравља, који су исцрпљени непријатељским нападима и другим опасностима. Понекад се здравље може надопунити сакупљањем предмета у игри. Када играч остане без здравља, играч умире. Играчевом аватару се често даје мали број шанси да покуша поново након смрти, што се обично назива животом. Након започињања новог живота, играч наставља игру било са истог места на којем је умро, са контролне тачке или са почетка нивоа. По започињању новог живота, аватар је обично непобедив неколико секунди како би омогућио играчу да се преоријентише. Играчи могу зарадити додатне животе постизањем одређеног резултата или проналажењем предмета у игри. Аркадне игре и даље ограничавају број живота играча, док су кућне видео игре све више прешле на неограничени живот. 

### Графика и интерфејс
Акцијске игре се одвијају у 2Д или 3Д из различитих перспектива. 2Д акционе игре обично користе бочни поглед или поглед одозго надоле. Екран се често помера док играч истражује ниво, иако се многе игре аутоматски померају кроз ниво да би га гурнули напред. У 3Д акционим играма перспектива је обично везана за аватар из перспективе првог или трећег лица. Међутим, неке 3Д игре нуде перспективу осетљиву на контекст којом управља камера вештачке интелигенције . Већина онога што играч треба да зна налази се на једном екрану, иако се у акционим играма често користи екран упозорења који приказује важне информације као што су здравље или муниција. Акцијске игре понекад користе мапе којима се може приступити током затишја или мини мапу која је увек видљива. 

### Бодовање и победа
Акцијске игре имају за циљ постављање једноставних циљева и њихово постизање је очигледно.  Заједнички циљ је победити главног непријатеља на крају игре. Ово се често представља у облику структуриране приче, са срећним завршетком по победи у игри. У неким играма циљ се мења како играч открива већи део приче. 
Многе акционе игре прате резултат играча. Поени се додељују за довршавање одређених изазова или победу над одређеним непријатељима. Вешта игра се често награђује мултипликаторима поена, као на пример у Пекмену, где ће сваки дух који аватар поједе генерисати двоструко више поена од претходног. Понекад ће акционе игре понудити бонус предмете који повећавају резултат играча. Не кажњава се ако их нисте сакупили, иако ови бонус предмети могу откључати скривене нивое или посебне догађаје. У многим акционим играма постизање високог резултата је једини циљ, а нивои се повећавају у тежини док играч не изгуби. Аркадне игре ће вероватно бити ненадмашне, јер зарађују новац присиљавајући играча да изгуби игру. С друге стране, вероватније је да ће игре које се продају код куће имати дискретне услове за победу, јер издавач жели да играч купи другу игру када заврше прву. 

## Физички утицај
Студије су показале да људи могу побољшати вид играјући акционе видео игре. Тестови научника са Универзитета у Рочестеру на студентима показали су да се током једног месеца учинак у прегледу очију побољшао за око 20% код оних који играју Анреал Турнамент у поређењу са онима који играју Тетрис .  Већина аркадних игара су акционе игре, јер неквалификованим играчима могу бити тешке и тако брзо зарадити више новца. 
Истраживачи са Хелсинкишке школе економије показали су да би људи који играју пуцачину из првог лица могли потајно уживати у томе што њихов лик буде убијен у игри, иако би њихови изрази могли да покажу супротно. У студији је коришћена игра  Џејмс Бонд 007: Најтфајр . 

## Историја
Главна прекретница за акционе игре догодила се издавањем пуцачке игре Спејс Инвејдерс из 1978. године  која је означила почетак златног доба аркадних видео игара .  Као резултат главног успеха Спејс Инвејдерс- а, индустријом су доминирале акционе игре  које су до данас остале најдоминантнији жанр у видео аркадама и на играћим конзолама .  Уз Спаце Инвадерс,  Астероиди из 1979  и Пекмен из 1980 такође су постали иконски примери из жанра акције. Роботрон: 2084, објављен у аркадама 1982. године, такође је постао класик у поџанру стрелаца. 
Отприлике на исти начин на који су Спаце Инвадерс поставили образац за поџанр пуцачке игре, Донкеи Конг је учинио исто за поджанр игре на платформи када је објављен 1981. 1984. су се појавиле игре тематских борилачких вештина, са Карате шампион  и Кунг-фу мастер постављају темељ за "ударај их" субжанр.